# Aurélien Molas
Pour les articles homonymes, voir Molas.
Œuvres principales
- La Onzième plaie
- Les Fantômes du Delta

Aurélien Molas est un écrivain, scénariste, réalisateur, producteur et directeur de série français, né le 4 octobre 1985 à Tarbes (Hautes-Pyrénées).

## Biographie

### Jeunesse et formation
Aurélien Molas naît à Tarbes, dans les Hautes-Pyrénées. Après sa scolarité, il part vivre à Madrid, où il enchaîne les petits boulots. Passionné de cinéma et de littérature, il décide de s'installer à Paris, où il entame une carrière artistique.

### Carrière

#### Écrivain
Aurélien Molas, à 24 ans, présente son premier roman, intitulé La Onzième plaie, un thriller, publié en février 2010 aux éditions Albin Michel. 
Lauréat de plusieurs prix et soutenu par la critique, il publie, en mars 2012, un second roman, Les Fantômes du delta pour le même éditeur. Il relate les trajectoires croisées d’un groupe de révolutionnaires et de médecins humanitaires en Afrique.
Ces œuvres sont traduites en allemand,, turc et italien.

#### Scénariste
En 2018, en tant que créateur, Aurélien Molas écrit la mini-série, Maroni, les fantômes du fleuve, pour la chaîne Arte, et, tournée en Guyane, enregistre pour sa première diffusion la plus forte part d’audience de la chaîne pour une création originale.
Toujours pour Arte, il crée et écrit, avec Gaia Guasti, la série Une île, avec Laetitia Casta et Sergi López. La mini-série gagne le grand prix pour la compétition française du festival Séries Mania, fin mars 2019.
En janvier 2019, il crée la série Trauma avec Henri Debeurme pour 13e rue (NBC Universal), en coproduction avec Empreinte Digitale, et pour Fred Grivois en tant que réalisateur. Même année, côté cinéma, il signe les scénarios de Furie pour le réalisateur Olivier Abbou et d’Inexorable pour Fabrice Du Welz.

#### Producteur
En 2016, avec François Lardenois, Aurélien Molas fonde la société JohnDoe avec pour vocation de produire des séries, des films et des clips[réf. nécessaire].
Il crée, écrit et produit, en 2018, la mini-série Crime Time, hora de perigo pour Canal+, qui obtiendra le FIPA d’or du meilleur scénario et sera nommée pour les International Emmy Awards, ainsi que le thriller Red Creek, tourné au Canada, avec Lou de Laâge dans le rôle principal. Red Creek est nommé au festival Séries Mania (compétition internationale) et aux Globes de Cristal.
Même année, le groupe UGC entre au capital de la société.

#### Showrunner
Pour Netflix, Aurélien Molas crée, écrit et produit la série La Révolution, dont il est le showrunner. Elle est diffusée en octobre 2020.

#### Réalisateur
En 2024, Aurélien Molas écrit et réalise la mini-série de science-fiction Deep pour la chaîne OCS,,.